# Comarca de Anaurilândia
A Comarca de Anaurilândia é uma comarca brasileira localizada no município de Anaurilândia, no estado de Mato Grosso do Sul, a 300 quilômetros da capital.

## Generalidades
Sendo uma comarca de primeira entrância, tem uma superfície total de 3,3 mil km², o que totaliza 1% da superfície total do estado. A povoação total da comarca é de 8,5 mil habitantes, aproximadamente 1% do total da povoação estadual, e a densidade de povoação é de 2,5 habitantes por km².
A comarca inclui apenas o município de Anaurilândia. Limita-se com as comarcas de Bataguassu, Nova Andradina e Batayporã.
Economicamente possui PIB de R$ 116 065 000,00 e PIB per capita de R$ 13 664,38